# Basilica di San Domenico Savio
La Basilica di San Domenico Savio è un luogo di culto cattolico situato a Lecce, tra Via Salesiani e Via dei Palumbo.
Si tratta di una delle chiese più importanti dedicate a San Domenico Savio.

## Storia
Alcuni anni successivi la canonizzazione del santo, avvenuta nel 1954, i Salesiani acquistarono 13 ettari di terreno il 20 aprile del 1961.
La parrocchia fu eretta dal vescovo monsignor Francesco Minerva il 31 gennaio 1969 e venne inaugurata in sede provvisoria il 31 maggio 1971. La chiesa fu poi dedicata il 1º maggio 1974 ed elevata al rango di basilica minore il 16 aprile 1984.

## Descrizione
La struttura presenta una pianta ellittica; la cupola, alta circa 20 metri, richiama la forma di una tenda.
A sinistra del presbiterio si trovano la cappella del santo e la sacrestia.
Alla destra del presbiterio si trovano il battistero e l'ingresso che comunica la Basilica agli uffici parrocchiali.
Nell'anticamera presso l'ingresso principale sono poste due lapidi marmoree che ricordano la consacrazione della chiesa e la sua elevazione a basilica minore.
La torre campanaria è realizzata in cemento armato ed è alta 34 metri.
Il concerto campanario comprende otto campane in bronzo.